# Herennia multipuncta
Herennia multipuncta is een spinnensoort uit de familie van de wielwebspinnen (Araneidae).
De wetenschappelijke naam van de soort werd in 1859 als Epeira ornatissima gepubliceerd door Carl Ludwig Doleschall.